# Николаевка (Гродовский поселковый совет)
Николаевка (укр. Миколаївка) — село на Украине, находится в Покровском районе Донецкой области.
Код КОАТУУ — 1422783401. Население по переписи 2001 года составляет 101 человек. Почтовый индекс — 85345. Телефонный код — 623.
Генеральная прокуратура Украины: российские войска расстреляли 16 украинских военнопленных на Покровском направлении в населённом пункте Николаевка 2 октября 2024 года.
В ходе российского вторжения на Украину село было разрушено и 3 октября 2024 года оккупировано ВС РФ.

## Адрес местного совета
85345, Донецкая область, Покровский р-н, пгт. Гродовка, ул.Донецкая, 97, тел. 5-32-1-42